# Hjo Rederi AB
Hjo Rederi AB var ett rederi med säte i Hjo, som drev frakt- och passagerartrafik på Vättern med S/S Trafik.
Bolaget grundades 1933 av Hjo kommun för att säkerställa fortsatt trafik med S/S Trafik efter det att Ångfartygs AB Hjo–Hästholmen gått i konkurs 1933. Det bedrev trafik fram till 1959, efter hand i allt mindre omfattning, mot slutet endast turisttrafik sommartid. Ångbåten låg därefter förtöjd i Hjo hamn och användes som kafé. Vintern 1966 tog S/S Trafik in vatten och sjönk vid kajen.
År 1972 sålde Hjo kommun fartyget för skrotvärdet till S/S Trafik Ekonomisk förening, varefter hon renoverades under fem år på Sjötorps varv.